# Archipel des Chonos
L'archipel des Chonos (en espagnol, archipiélago de los Chonos) est un archipel de l'océan Pacifique composé d'une série de milliers d'îles montagneuses allongées et peu élevées, situé dans la région d'Aysén del General Carlos Ibáñez del Campo au Chili.

## Description
Les baies profondes qui séparent les îles les unes des autres suggèrent qu'il s'agit d'une chaîne engloutie. Ces îles inhabitées sont recouvertes de forêts et très faiblement peuplées en saison estivale par des pêcheurs et des bucherons. Le canal Moraleda sépare l'archipel du continent à l'est. Au sud toute une série de chenaux maritimes, dont le canal Alejandro, le canal Abandonados ou le canal Boca Wickham, isole les îles des terres continentales. La distance de l'archipel à la terre ferme varie de 0,4 km (au sud) à 30 km (au nord-est).
Les plus grandes îles sont Melchor, Benjamin, Traiguen, Rivero, Cuptana, James, Victoria, Simpson, Level et Luz.
L'archipel est nommé en l'honneur d'un peuple amérindien nomade aujourd'hui disparu, les Chonos.

## Galerie

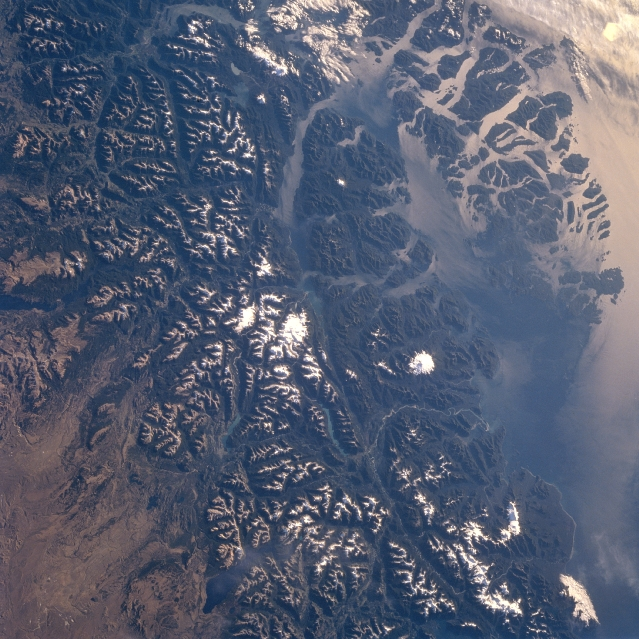
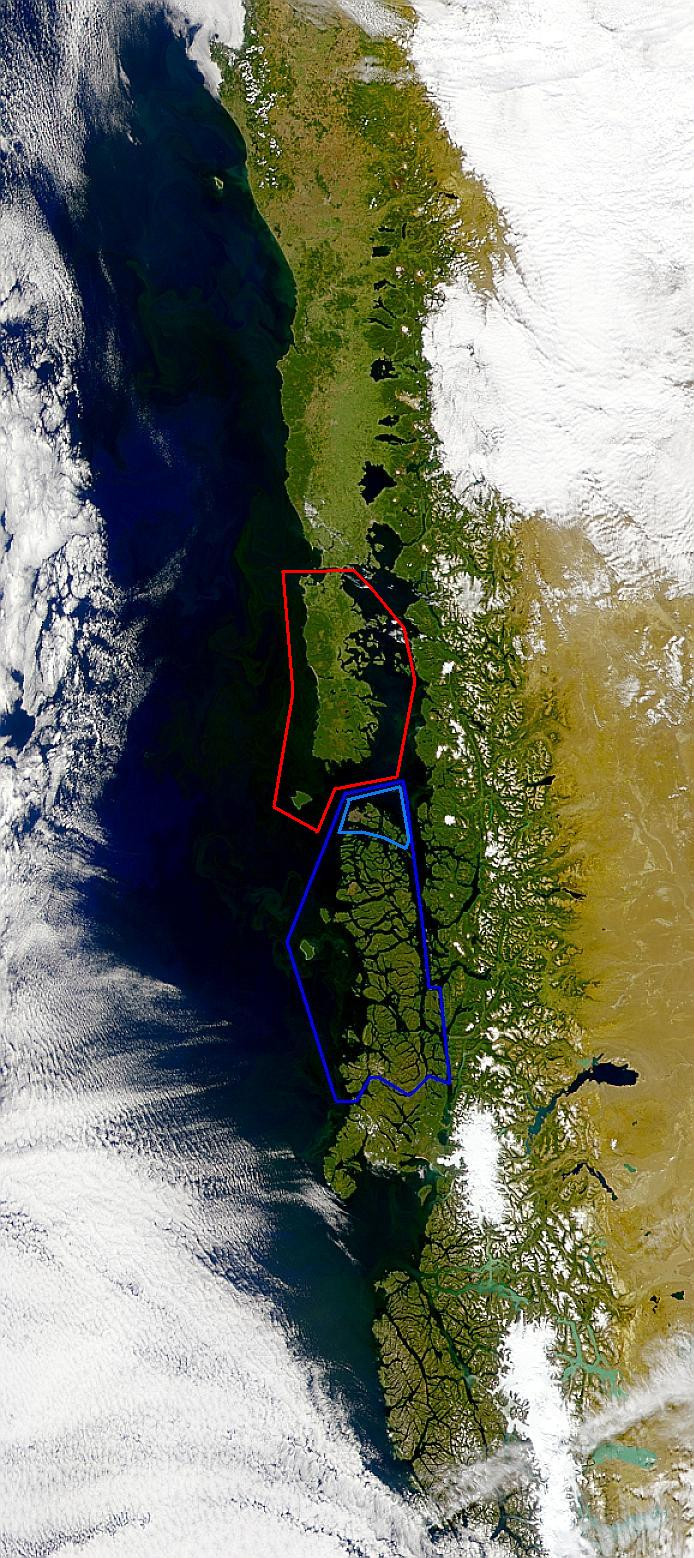

### Liens externes

Distribution des populations pré-hispaniques au Chili